# Rush (Monsta X)
Rush è il secondo EP del gruppo musicale sudcoreano Monsta X, pubblicato nel 2015.

## Tracce
1. Rush (신속히) – 3:43
2. Hero – 3:52
3. Perfect Girl – 3:40
4. Amen – 3:57
5. Gone Bad (삐뚤어질래) – 3:42
6. Broken Heart – 3:47